# Can't Let Her Get Away
"Can't Let Her Get Away" er en sang fra Michael Jacksons album Dangerous fra 1991. Sangen handler om en pige, som Michael Jackson vil gøre alt for at beholde, men til sidst må han tænke over, om det han gjorde, var alt for meget.
| Musik | Spire Denne musikartikel er en spire som bør udbygges. Du er velkommen til at hjælpe Wikipedia ved at udvide den. |